# 6961 Ашітака
6961 Ашітака (6961 Ashitaka) — астероїд головного поясу, відкритий 26 травня 1989 року.
Тіссеранів параметр щодо Юпітера — 3,550.